# Gaston Chevrolet
Gaston Chevrolet (ur. 26 października 1892 roku w Beaune, zm. 25 listopada 1920 roku w Beverly Hills) – szwajcarski, a od 1915 roku amerykański kierowca wyścigowy.

## Kariera
W swojej karierze Chevrolet startował głównie w Stanach Zjednoczonych w mistrzostwach AAA Championship Car oraz towarzyszącym mistrzostwom słynnym wyścigu Indianapolis 500. Rozpoczął karierę w 1916 roku, kiedy jednak nie przebrnął przez kwalifikacje Indy 500. Rok później w wyścigach mistrzostw AAA trzykrotnie stawał na podium, między innymi w Cincinnati i Chicago. Z dorobkiem 192 punktów uplasował się na trzynasty miejscu w końcowej klasyfikacji kierowców. Po roku przerwy do ścigania powrócił w 1919 roku, kiedy stał się liderem ekipy Frontenac. Indianapolis 500 ukończył na dziesiątej pozycji, lecz później odniósł trzy zwycięstwa z rzędu - dwukrotnie w Sheepshead Bay i raz w Uniontown. W 1920 roku Amerykanin odniósł zwycięstwo w Indianapolis 500, jako pierwszy kierowca w historii nie zmieniał opon przez cały dystans. Było to jego jedyne zwycięstwo w sezonie, jednak wystarczyło to do zdobycia tytułu mistrzowskiego. Zginął w wyniku odniesionych obrażeń w wypadku podczas 200-milowego wyścigu w Beverly Hills.